# Manbuta sobria
Manbuta sobria är en fjärilsart som beskrevs av Walker 1865. Manbuta sobria ingår i släktet Manbuta och familjen nattflyn. Inga underarter finns listade i Catalogue of Life.